# Studios Misr

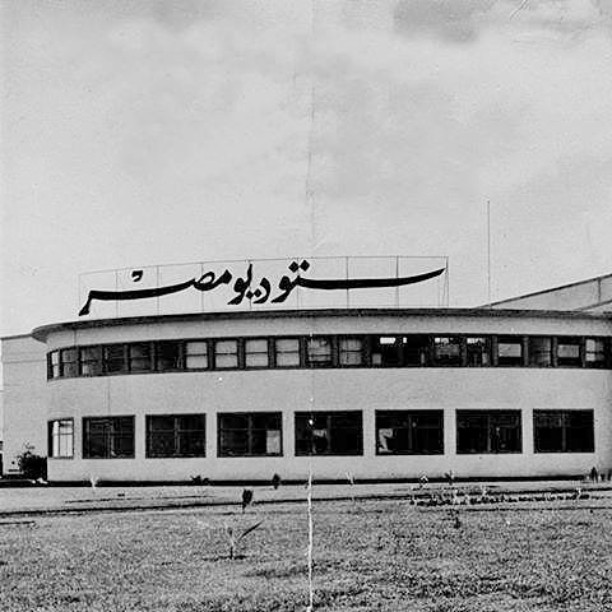
Photo de 1935.

Les studios Misr ont été fondés au Caire en 1935 par l'économiste Talaat Harb. Ils ont pour objectif, en s'opposant aux Britanniques qui occupent alors l'Égypte, de développer un outil servant l'identité nationale.
Ils ont connu leur âge d'or dans les années 1960, après la nationalisation.
Ils produisaient alors la plupart des films égyptiens qui faisaient le tour du monde arabe.
Après une lente dégradation dans les années 1980, ils ont été repris par Karim Gamal El Dine et sont maintenant équipés de salles de montage numérique et d'un laboratoire photochimique en état de marche.
Les chanteurs Oum Kalsoum, Farid El Atrache et Souad Hosni et les réalisateurs Salah Abou Seif et Shadi Abdessalam y ont travaillé.

## Films produits
- 1944 : Berlanti de Youssef Wahbi
- 1969 : La Momie de Shadi Abdessalam
- 2006 : El-Banate Dol (Ces filles-là), documentaire de Tahani Rached, sélection officielle, hors compétition, au festival de Cannes 2006
- 2009 : Voisins (Giran)
- 2012 : De longue haleine (Nafass taweel)